# Koszary w Chełmnie
Koszary w Chełmnie – kompleksy koszarowe znajdujące się na terenie garnizonu Chełmno.
Przed I wojną światową stacjonował w nich niemiecki korpus kadetów i 2 batalion strzelców; w okresie II Rzeczypospolitej – 8 pułk strzelców konnych i 66 pułk piechoty, a po II wojnie światowej – jednostki artylerii (71 pac i 21 BAA) oraz jednostki inżynieryjne (3 bdm i 3 psap.).

## Charakterystyka
Na terenie garnizonu chełmińskiego funkcjonowało kilka kompleksów koszarowych. Były to między innymi koszary pokadeckie, koszary piechoty i koszary artyleryjskie.

### Koszary pokadeckie
Po I rozbiorze Rzeczypospolitej, w 1776 Prusacy rozmieścili w Chełmnie korpus kadetów, wznosząc na jego potrzeby koszary w kwartale dzisiejszych ulic: Wodna – 22 Stycznia – Hallera – Wałowa, ograniczony murami miejskimi. Korpus zajmował koszary do 1890, ale równolegle, w prowizorycznych lub wynajmowanych kwaterach, stacjonowały też jednostki liniowe pruskiej piechoty. W 1891 sformowany został 2 batalion strzelców, który to zajął koszary pokadeckie. W 1901 w koszarach pokadeckich zakwaterowano też 2 Oddział Karabinów Maszynowych, a w 1907 oddano do użytku szpital wojskowy przy dzisiejszej Parkowej 5.
22 stycznia 1920 do Chełmna wkroczyło Wojsko Polskie. W czasie wojny polsko-bolszewickiej funkcjonowało tu Dowództwo Twierdzy. Po demobilizacji, Chełmno stało się „niefortecznym" garnizonem; szpital wojskowy oddano na potrzeby cywilne, a w koszarach pokadeckich ulokowano pododdziały 66 pułku piechoty.

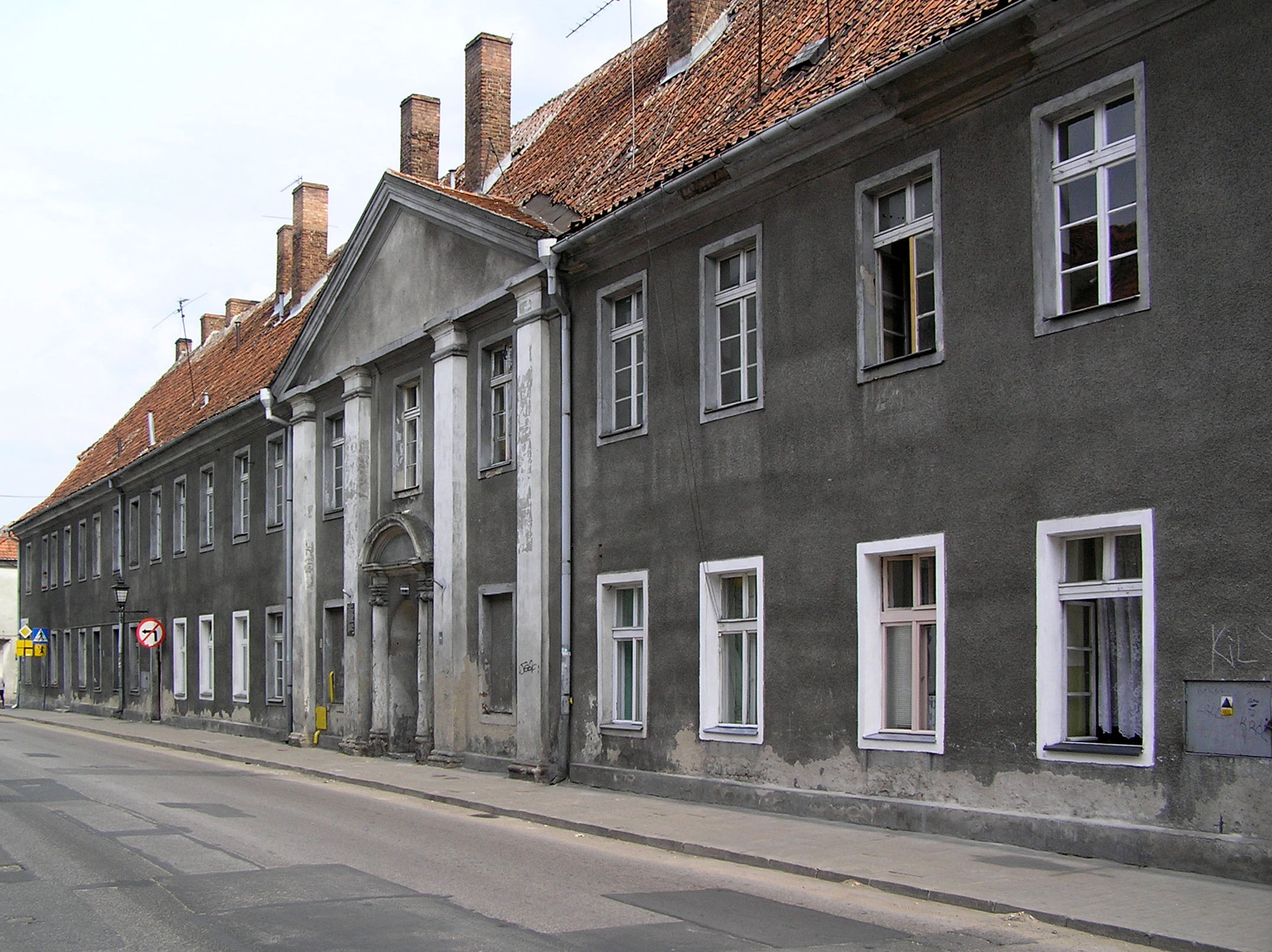
Chełmno – koszary kadetów
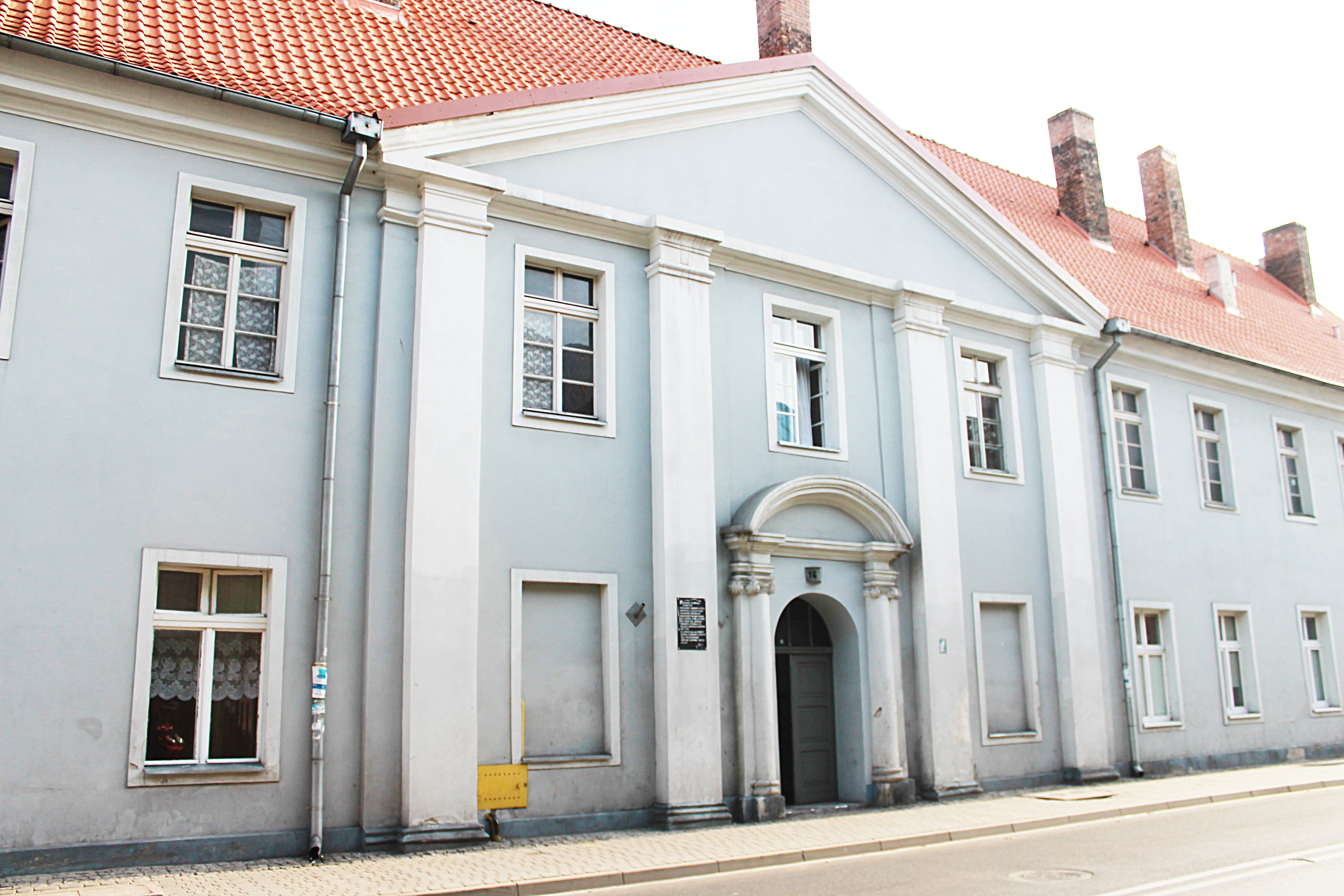
Szkoła kadetów, ob. budynek mieszkalny
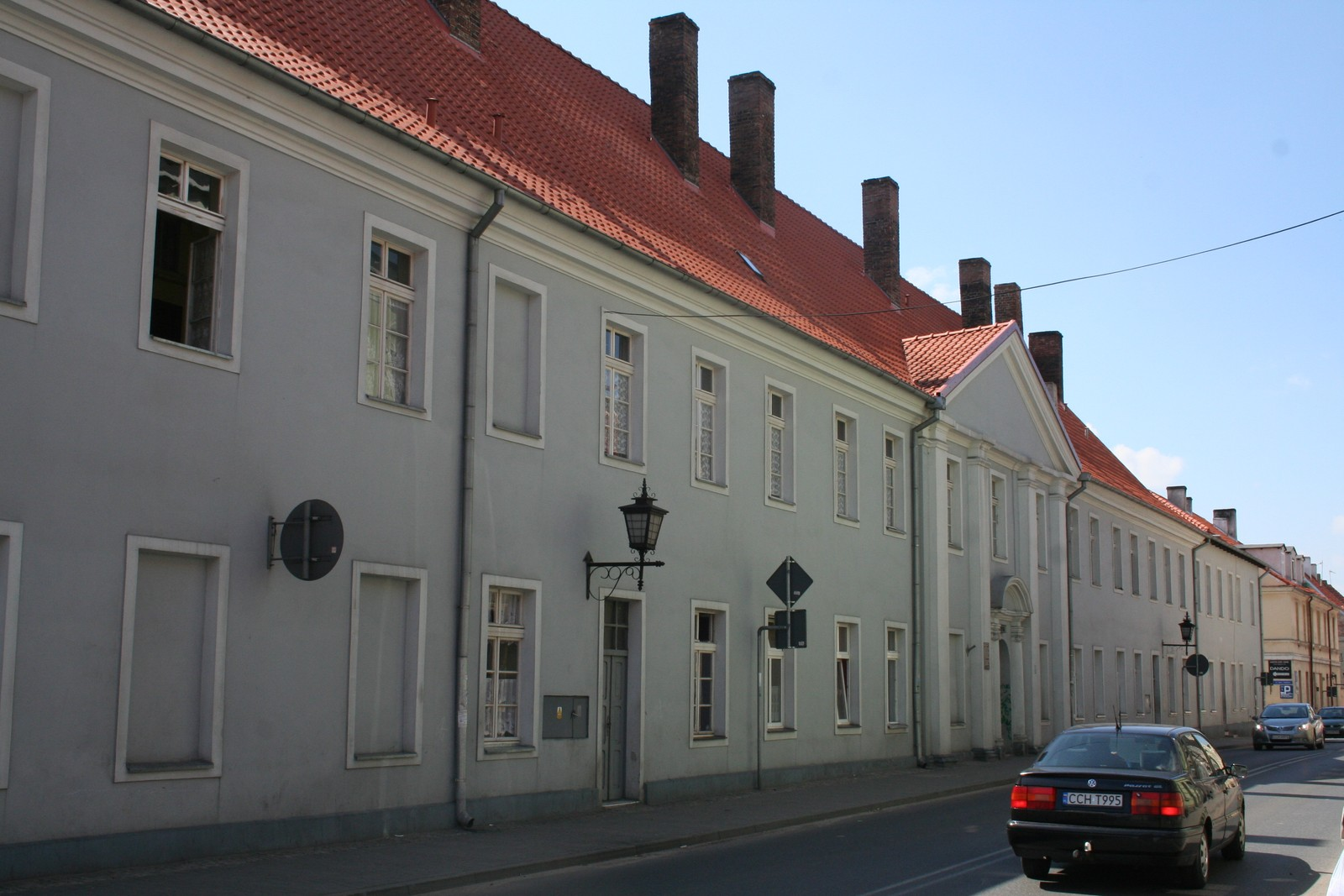
ul. 22 Stycznia 16 – dawna szkoła kadetów
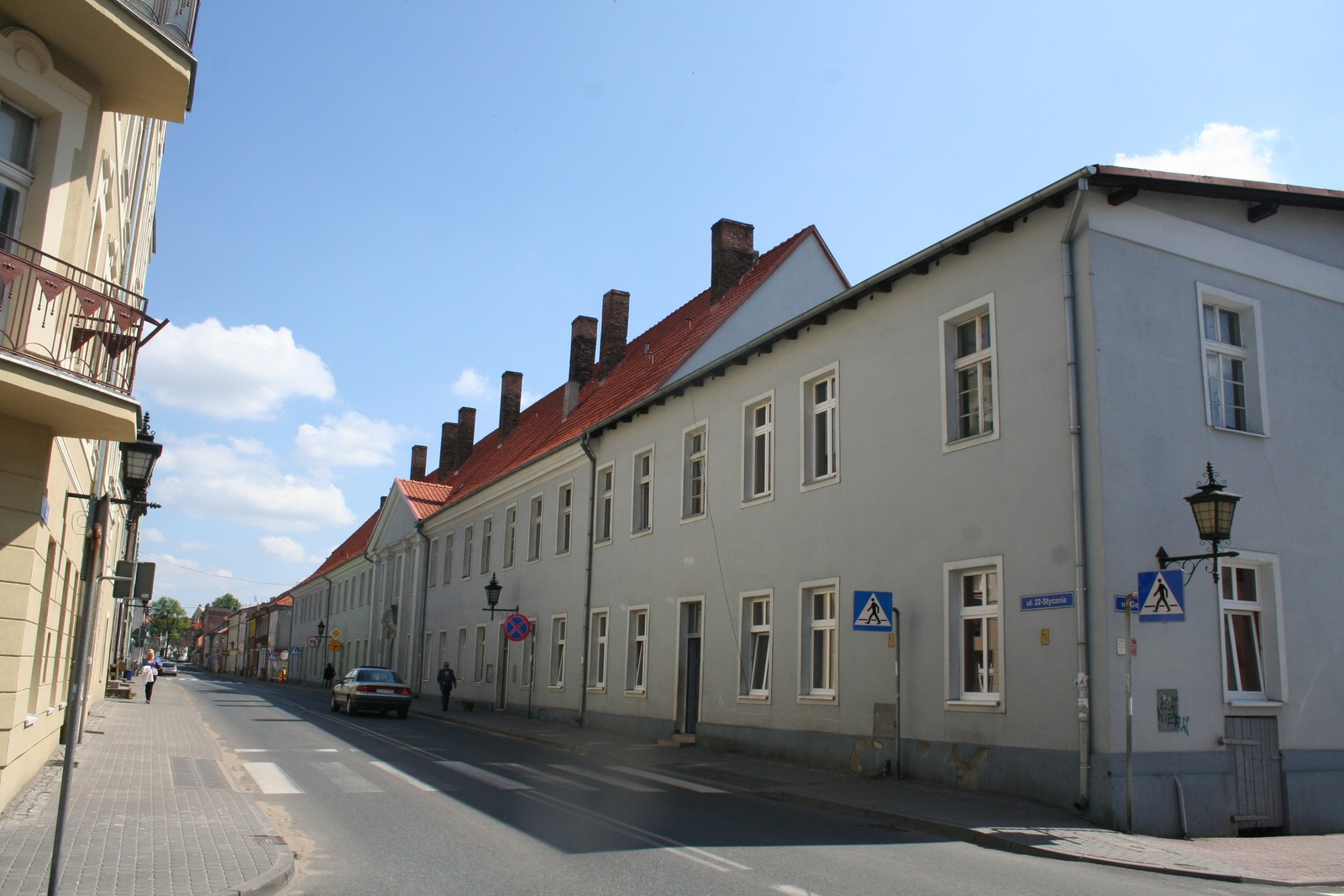
Dawna szkoła kadetów, następnie koszary szkoły
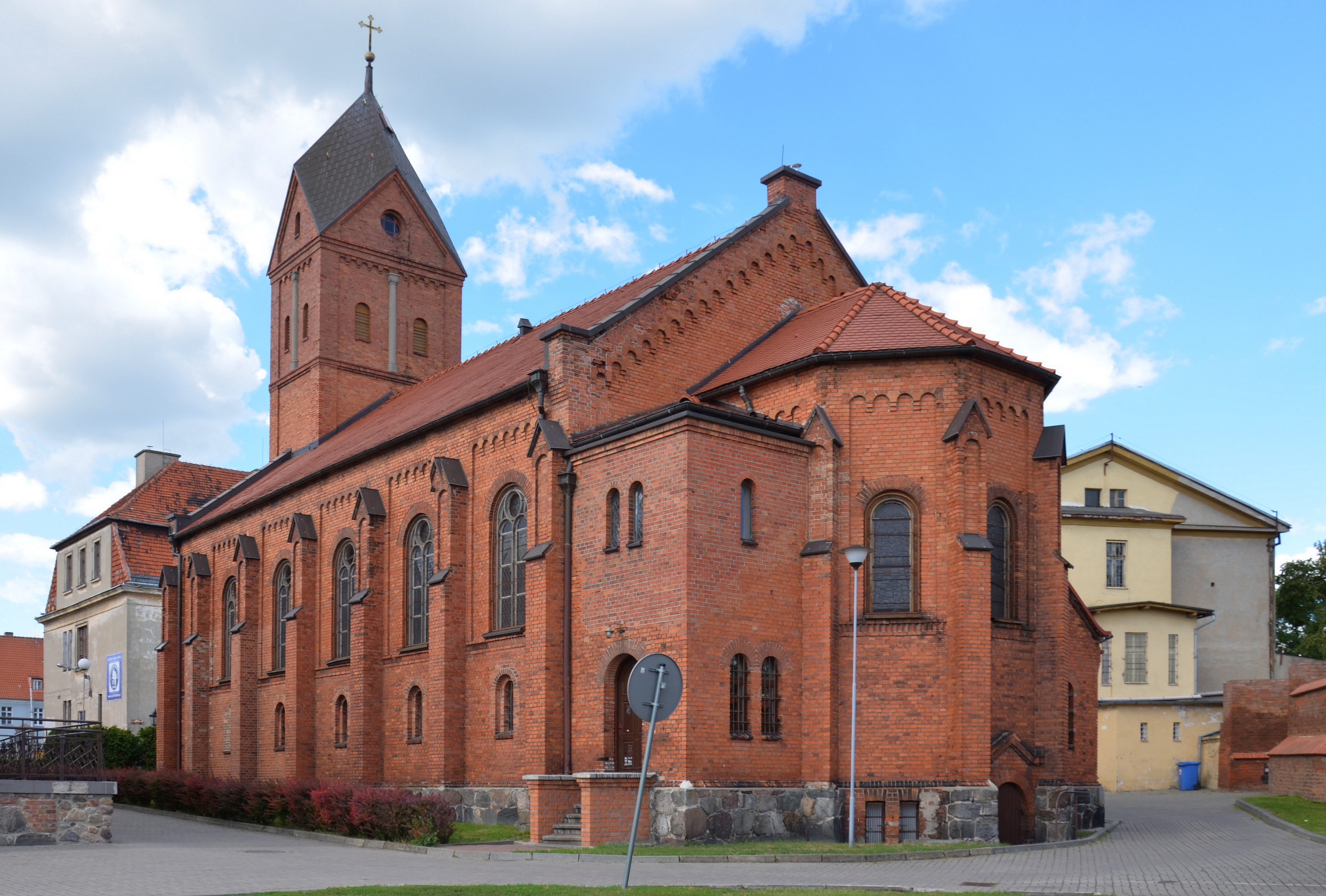
Kościół garnizonowy Matki Boskiej Częstochowskiej

Obecnie (2019) koszary pokadeckie, przekształcone w większości w mieszkania, są unikatowym zabytkiem XVIII-wiecznego budownictwa wojskowego.

### Koszary piechoty – 3 Maja 4

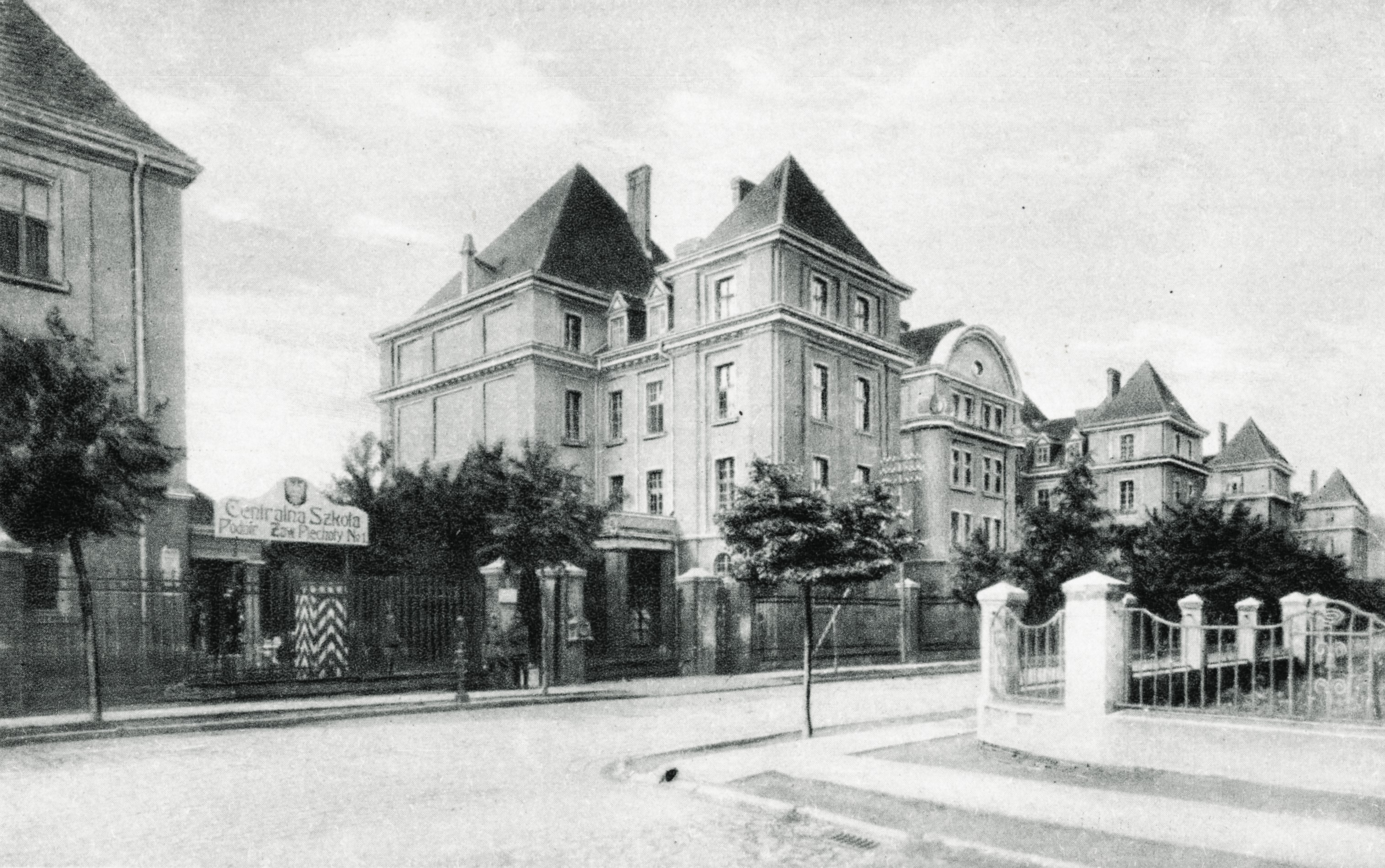
Chełmno - koszary Kursów Dokształcających Piechoty

Kolejny kompleks to obiekt przy Alei 3 Maja 4. Wzniesiono go na krótko przed wybuchem I wojny i przeznaczono dla jednostek pruskiej piechoty. Planowano przenieść do niego z koszar pokadeckich 2 batalion strzelców i dwa bataliony 176 pułku piechoty z Torunia. Plany te pokrzyżował wybuch wojny.
Po wkroczeniu Wojska Polskiego do Chełmna, w koszarach ulokowała się Centralna Szkoła Podoficerów Zawodowych Piechoty nr 1, w latach 1924–1926 były to Kursy Doszkalające Młodszych Oficerów Piechoty, a potem do 1936 kwaterował w nich Korpus Kadetów nr 2. Ostatecznie koszary przejął scalony 66 Kaszubski pułk piechoty i użytkował do wybuchu wojny.
Koszary piechoty zajmował 3 Włocławski batalion drogowo-mostowy, w 2023 przekształcony w 3 pułk saperów.

### Koszary artylerii – Biskupia 16

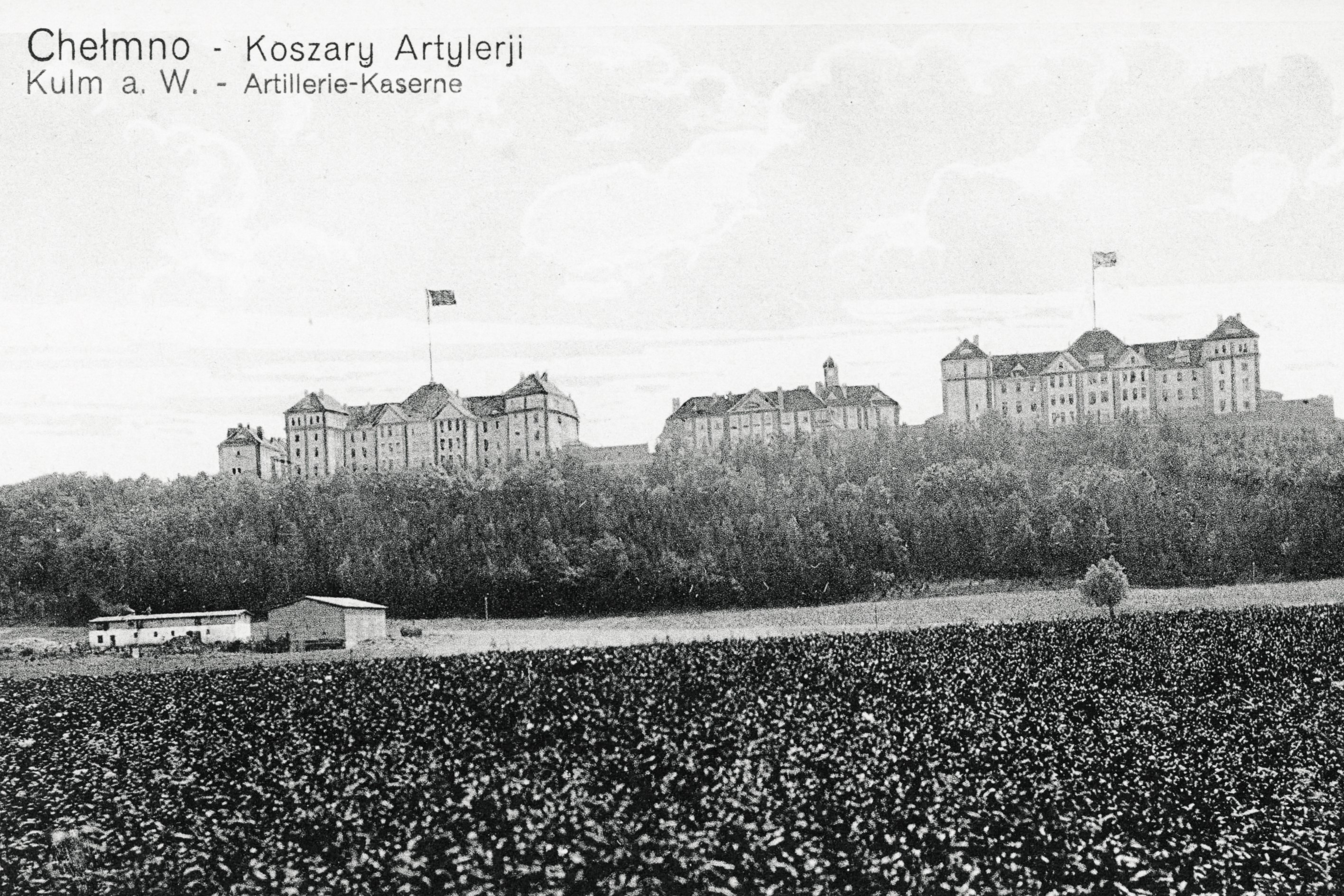
Dawne koszary artylerii w Chełmnie

Kolejnym kompleksem koszarowym w Chełmnie były koszary artyleryjskie. Wzniesiono je na krótko przed wybuchem I wojny przy ul. Biskupiej 16. Koszary położone były na wysokiej skarpie nadwiślańskiej, a większość budynków rozmieszczono wokół obszernego placu apelowego. Po jego stronie północnej znajdowały się dwa bloki koszarowe oraz położony pomiędzy nimi budynek kuchni, pralni i łaźni. Po stronie wschodniej umieszczono dwa budynki mieszkalne dla kadry, budynek dowództwa i kasyno oficerskie. Od południa plac zamykał podłużny budynek działowni. Po stronie zachodniej znajdowała się hala ćwiczeń.
Po przejęciu koszar przez Wojsko Polskie zakwaterowano w nich pierwotnie Centralną Szkołę Karabinów Maszynowych. W 1922 jej miejsce zajął nowo sformowany 8 pułk strzelców konnych. 
W okresie II Rzeczypospolitej przebudowano koszary, przystosowując je do potrzeb kawalerii. Z działowni utworzono garaż i ambulans weterynaryjny, a halę ćwiczeń przebudowano na stajnię; znajdowała się tam również kuźnia i rusznikarnia oraz izba chorych. Nieco dalej na zachód ulokowano krytą ujeżdżalnię oraz podłużną stajnię – zamykające swoimi bryłami mniejszy plac.
Po II wojnie światowej koszary przy ul. Biskupiej zajmowały jednostki Wojska Polskiego. Obecnie (2019) budynki mieszkalne pełnią nadal swe pierwotne funkcje, natomiast pozostałe obiekty, opuszczone przez wojsko, niszczeją. Rozebrano kasyno oficerskie, nie istnieją też dwie szopy w skrajnej zachodniej części kompleksu, kuźnia taborowa, chlew i działownia. Częściowo zrujnowana jest mocno przebudowana kryta ujeżdżalnia.